# Edward Roscoe Murrow
Edward Roscoe Murrow KBE (Greensboro, Carolina del Nord, 25 d'abril de 1908 - Pawling, Estat de Nova York, 27 d'abril de 1965) va ser un periodista i corresponsal de guerra nord-americà. Va començar a ser conegut durant la Segona Guerra Mundial amb una sèrie d'emissions de ràdio en directe des d'Europa per a les notícies de la CBS. Durant la guerra va fer equip i treballar estretament amb un equip de corresponsals de guerra que es van conèixer com els Murrow Boys.
Pioner de la difusió de notícies de ràdio i televisió, Murrow va produir una sèrie de reportatges al seu programa de televisió See It Now que van contribuir a censurar les pràctiques del senador Joseph McCarthy. Els companys periodistes Eric Sevareid, Ed Bliss, Bill Downs, Dan Rather i Alexander Kendrick consideren que Murrow és una de les grans figures del periodisme.

## Joventut
Murrow va néixer a prop de Greensboro, al comtat de Guilford, Carolina del Nord. Els seus pares eren quàquers. Era el més jove de quatre germans i una "barreja d'ascendència escocesa, irlandesa, anglesa i alemanya". El primogènit, Roscoe Jr., va viure només unes hores. Lacey Van Buren tenia quatre anys i Dewey Joshua dos anys quan va néixer Murrow. La seva casa era una cabana de troncs sense electricitat ni fontaneria, en una granja que només aportava uns quants centenars de dòlars l'any de blat de moro i fenc.
Quan Murrow tenia sis anys, la seva família es va traslladar creuant tot el país al comtat de Skagit, a l'oest de Washington, a una finca prop de Blanchard, 50 km al sud de la frontera entre el Canadà i els Estats Units. Va assistir a l'escola secundària a Edison, i va ser president del cos estudiantil al seu últim any on va destacar en l'equip de debat. També va ser membre de l'equip de bàsquet que va guanyar el campionat del comtat de Skagit.
Després de graduar-se de l'escola secundària el 1926, Murrow es va matricular al Washington State College (ara Washington State University) i es va especialitzar en l'expressió oral. Membre de la fraternitat Kappa Sigma, també va ser actiu en la política universitària. Als seus anys d'adolescència, Murrow va rebre el sobrenom "Ed" i durant el seu segon any d'universitat, va canviar el seu nom d'Egbert a Edward. El 1929, mentre assistia a la convenció anual de la Federació Nacional d'Estudiants d'Amèrica, Murrow va pronunciar un discurs exhortant els estudiants universitaris a interessar-se més pels afers nacionals i mundials, el que va portar a la seva elecció com a president de la federació. Després d'obtenir la seva llicenciatura el 1930, es va traslladar a l'est a Nova York.
Murrow va ser subdirector de l'Institut d'Educació Internacional des de 1932 fins a 1935 i va exercir com a secretari adjunt del Comitè d'Emergència en Ajuda als Estudiants Estrangers Desplaçats, que va ajudar a destacats estudiosos alemanys que havien estat acomiadats dels càrrecs acadèmics. Es va casar amb Janet Huntington Brewster el 12 de març de 1935. El seu fill, Charles Casey Murrow, va néixer a Londres el 6 de novembre de 1945.

## Carrera a la CBS
Murrow es va incorporar a CBS com a director de debats el 1935 i va romandre a la cadena durant tota la seva carrera. La CBS no tenia personal de notícies quan Murrow s'hi va unir, llevat del locutor Bob Trout. La feina de Murrow era fer parlar els protagonistes de les notícies sobre els temes del dia.
Murrow va anar a Londres el 1937 per exercir com a director de les operacions europees de la CBS. La posició no implicava sortir per antena; la seva feina era convèncer figures europees perquè emetissin a la cadena CBS, que estava en competència directa amb les dues cadenes de ràdio de la NBC. Durant aquest temps, va fer freqüents viatges per Europa. El 1937, Murrow va contractar el periodista William L. Shirer, i li va assignar un lloc similar al continent. Això va marcar l'inici de l'equip de periodistes de guerra "Murrow Boys".

### Ràdio
Murrow va tenir el seu primer èxit professional durant l'Anschluss de març de 1938, en què Adolf Hitler va dissenyar l'annexió d'Àustria per l'Alemanya nazi. Mentre Murrow estava a Polònia organitzant una retransmissió de cors infantils, Shirer va rebre notícies de l'annexió, però no va poder difondre la història a través de les instal·lacions de la ràdio estatal austríaca. Murrow va enviar immediatament a Shirer a Londres, on va expressar el seu testimoni ocular sense censura de l'Anschluss. Aleshores, Murrow va llogar l'únic transport disponible, un avió de 23 passatgers, per volar de Varsòvia a Viena i així poder agafar el relleu de Shirer.
A petició de la direcció de la CBS a Nova York, Murrow i Shirer van elaborar un resum de notícies europees de reacció a l'Anschluss, que va reunir corresponsals de diverses ciutats europees per a una única emissió. El 13 de març de 1938 es va emetre l'especial, presentat per Bob Trout a Nova York, incloent Shirer a Londres (amb la diputada laborista Ellen Wilkinson), el reporter Edgar Ansel Mowrer del Chicago Daily News a París, el reporter Pierre J. Huss de la International News Service a Berlín, i el senador Lewis B. Schwellenbach a Washington, DC El reporter Frank Gervasi, a Roma, no va poder trobar un transmissor per transmetre la reacció des de la capital italiana, però va trucar el seu guió a Shirer a Londres, que el va llegir per antena. Murrow va informar en directe des de Viena, en el primer reportatge de la seva carrera a l'escena: "Aquest és Edward Murrow que parla des de Viena... Ara són gairebé les 2:30 del matí i el senyor Hitler encara no ha arribat".
L'emissió es considerava revolucionària en aquell moment. Amb informes en directe transmesos per ona curta, sense que cap dels tertulians necessàriament pogués escoltar-se, va sortir gairebé perfecte. L'especial es va convertir en la base de World News Roundup, la sèrie de notícies que encara es publica cada dia entre setmana al matí i al vespre a la CBS Radio Network.
El setembre de 1938, Murrow i Shirer van participar habitualment en la cobertura de la CBS de la crisi dels Sudets a Txecoslovàquia, que Hitler cobejava per Alemanya i que finalment va guanyar amb l'Acord de Múnic. Els seus informes incisius van augmentar el gust nord-americà per les notícies de ràdio, amb els oients que esperaven regularment les emissions d'ona curta de Murrow, presentades per l'analista HV Kaltenborn a Nova York dient: "Trucant a Ed Murrow... entra Ed Murrow".
Durant l'any següent, abans de l'esclat de la Segona Guerra Mundial, Murrow va continuar treballant des de Londres. Els reportatges de William Shirer des de Berlín li van portar aclamacions nacionals i una posició com a comentarista a CBS News al seu retorn als Estats Units el desembre de 1940. Shirer descriuria les seves experiències a Berlín al seu llibre més venut de 1941, Berlin Diary. Quan va esclatar la guerra el setembre de 1939, Murrow es va quedar a Londres, i més tard va oferir emissions de ràdio en directe durant l'apogeu del Blitz a Londres After Dark. Aquestes emissions en directe d'ona curta es van retransmetre a les audiències de ràdio electrificades de la CBS com mai no ho havia fet la programació de notícies: la cobertura de la guerra anterior havia estat proporcionada principalment per informes de diaris, juntament amb notícies vistes a les sales de cinema; Els programes de notícies de ràdio anteriors simplement havien presentat un locutor en un estudi llegint informes de les agències de notícies.

## Segona Guerra Mundial

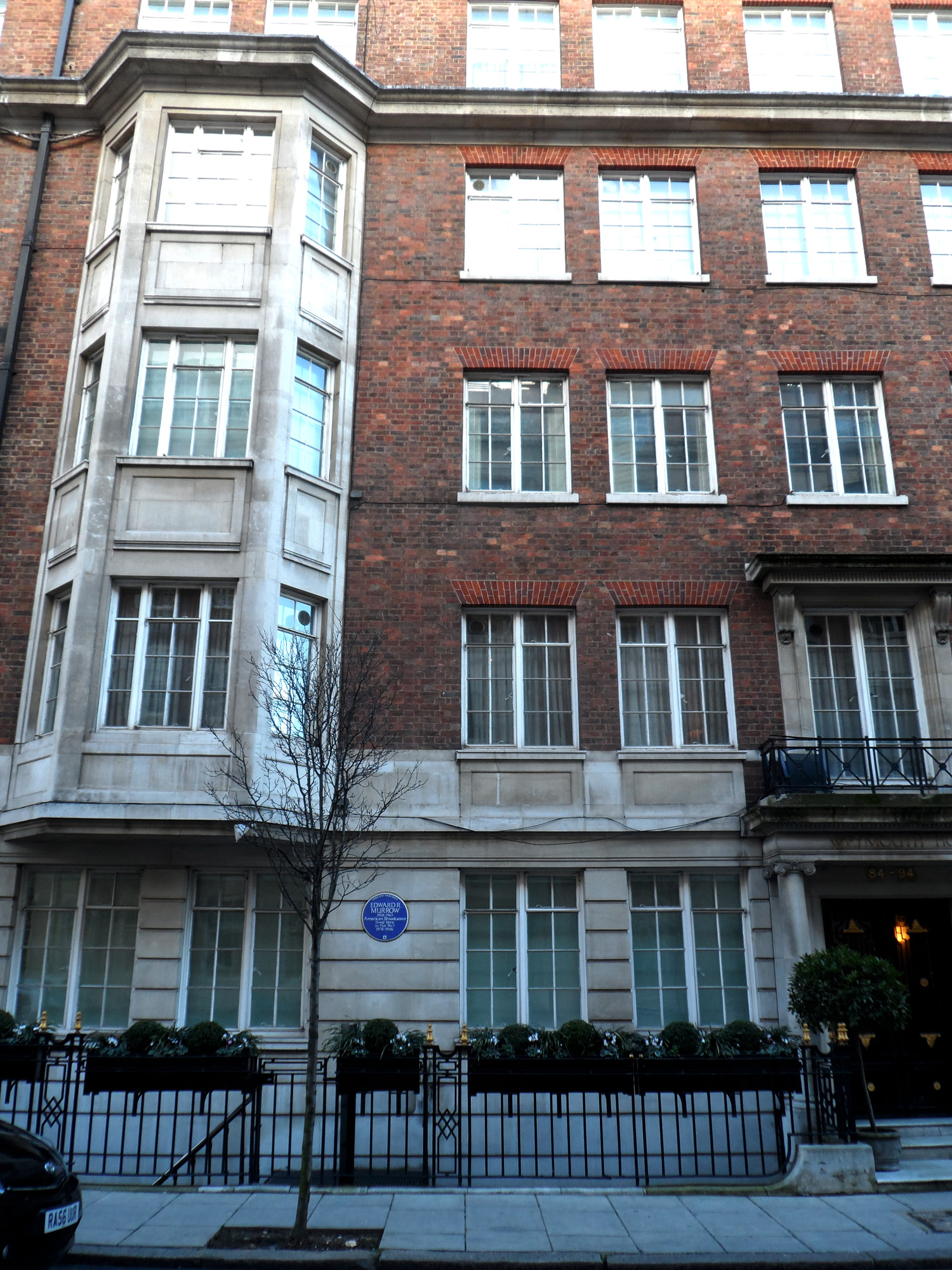
Murrow vivia en un pis a Hallam Street, prop de Great Portland Street, a Londres durant la guerra

Els informes de Murrow, especialment durant el Blitz, van començar amb el que es va convertir en la seva signatura d'obertura, "This is London", pronunciat amb el seu èmfasi vocal en la paraula this, seguit de l'indici d'una pausa abans de la resta de la frase. La seva antiga professora de parla, Ida Lou Anderson, va suggerir aquesta obertura com una alternativa més concisa a la que havia heretat del seu predecessor a CBS Europa, César Saerchinger: "Hola, Amèrica. Aquesta és la trucada des de Londres". La frase de Murrow es va convertir en sinònim del locutor i la seva xarxa.
Murrow va aconseguir l'estatus de celebritat pels seus informes de guerra. Aviat sorgiria la seva segona frase famosa. A finals de 1940, amb el bombardeig alemany diari, els londinencs que sabien que potser no es veurien l'endemà, per acomiadar-se es deien "bona nit i bona sort". La futura monarca britànica, la princesa Isabel, ho va dir al món occidental en unes paraules adreçades per ràdio en directe a finals d'any, quan va dir "bona nit i molta sort per a tots". Així, al final d'una emissió de 1940, Murrow va acabar el seu segment amb "Bona nit i bona sort". El professor de parla Anderson va insistir que ho mantingués i així va néixer un altre eslògan de Murrow.
Quan Murrow va tornar als Estats Units el 1941, la CBS va organitzar un sopar en el seu honor el 2 de desembre a l'hotel Waldorf-Astoria. Al sopar, que la cadena va retransmetre, van assistir-hi 1.100 convidats. Franklin D. Roosevelt va enviar un telegrama de benvinguda, que es va llegir al sopar, i el bibliotecari del Congrés Archibald MacLeish va comentar el poder i la intimitat de les paraules amb les que Murrow informava de la guerra. :203-204 "Vau cremar la ciutat de Londres a les nostres cases i vam sentir les flames que les estaven cremant", va dir MacLeish. "Vostè va posar els morts de Londres a les nostres portes i sabíem que els morts eren els nostres morts, eren els morts de la humanitat. Heu destruït la superstició que allò que passa més enllà de 3.000 milles d'aigua en realitat no passa."
L'atac japonès a Pearl Harbor es va produir menys d'una setmana després d'aquest discurs, i els EUA van entrar a la guerra combatent el bàndol aliat. Murrow va volar en 25 missions de combat aliades a Europa durant la guerra, :233 proporcionant informes addicionals dels avions mentre passaven per Europa, enregistrats per a una emissió retardada. L'habilitat de Murrow per improvisar descripcions vívides del que passava al seu voltant, va ajudar a l'efectivitat de les seves emissions de ràdio.
A mesura que les hostilitats van créixer, Murrow va ampliar l'equip de CBS News de Londres en el que Harrison Salisbury va descriure com "el millor personal de notícies que ningú havia reunit mai a Europa".:230 El resultat va ser un grup de periodistes aclamats pel seu intel·lecte i poder descriptiu, com Eric Sevareid, Charles Collingwood, Howard K. Smith, Mary Marvin Breckinridge, Cecil Brown, Richard C. Hottelet, Bill Downs, Winston Burdett, Charles Shaw, Ned Calmer i Larry LeSueur. Molts d'ells, inclòs Shirer, van ser batejats més tard com "Els nois de Murrow", tot i que Breckinridge era una dona. El 1944, Murrow va buscar Walter Cronkite per rellevar Bill Downs a l'oficina de la CBS a Moscou. Cronkite va acceptar inicialment, però després de rebre una millor oferta del seu actual empresari, United Press, va rebutjar l'oferta.
Murrow va cooperar tan estretament amb els britànics que el 1943 Winston Churchill es va oferir a convertir-lo en director general conjunt de la BBC per a fer la programació. Tot i que va declinar la feina, durant la guerra Murrow es va enamorar de la nora de Churchill, Pamela,:221–223,244 els altres amants nord-americans de la qual inclouen Averell Harriman, amb qui es va casar molts anys més tard. Pamela volia que Murrow es casés amb ella, i ho va considerar; tanmateix, quan la seva dona va donar a llum el seu únic fill, Casey, va posar fi a l'aventura.
Després de la guerra, Murrow va contractar periodistes com Alexander Kendrick, David Schoenbrun, Daniel Schorr i Robert Pierpoint al cercle dels Boys com a "segona generació" virtual, tot i que la trajectòria de la tripulació original en temps de guerra el va diferenciar.
El 12 d'abril de 1945, Murrow i Bill Shadel van ser els primers periodistes al camp de concentració de Buchenwald, a Alemanya. Va conèixer supervivents demacrats com Petr Zenkl, nens amb tatuatges d'identificació i cossos apilats al crematori. :248–252

## Postguerra

### Ràdio
Al desembre de 1945, Murrow va acceptar de mala gana l'oferta de William S. Paley per convertir-se en vicepresident de la cadena i cap de CBS News, i va fer el seu últim reportatge des de Londres el març de 1946.:259,261 La seva presència i personalitat van donar forma a la redacció. Després de la guerra, va mantenir una estreta amistat amb els seus anteriors companys de feina, inclosos els membres dels Murrow Boys. Els col·legues més joves de la CBS es van mostrar ressentits amb això, considerant que tenien un tracte preferent, i van formar el "Murrow Isn't God Club". El club es va dissoldre quan Murrow va preguntar si podia unir-se.
Durant el mandat de Murrow com a vicepresident, la seva relació amb Shirer va acabar el 1947 en un dels grans enfrontaments del periodisme televisiu nord-americà, quan Shirer va ser acomiadat per la CBS. Va dir que havia dimitit perquè havia tingut un mal moment en una entrevista, però en realitat va ser acomiadat. La disputa va començar quan JB Williams, fabricant de sabó d'afaitar, va retirar el patrocini del programa de notícies dominical de Shirer. CBS, de la qual Murrow era llavors vicepresident d'afers públics, va decidir "avançar en una nova direcció", va contractar un nou anunciant i va deixar marxar Shirer. Hi ha diferents versions d'aquests esdeveniments, però el cas no es va fer públic fins al 1990.
Shirer va afirmar que l'arrel dels seus problemes era que la xarxa i el patrocinador no l'havien recolzat a causa dels seus comentaris crítics amb la Doctrina Truman, així com altres comentaris que es consideraven impopulars. Shirer i els seus partidaris van considerar que se l'apartava per les seves opinions. Després d'aquests fets, Murrow i Shirer mai van recuperar la seva estreta amistat.
L'episodi va accelerar el desig de Murrow d'abandonar la seva vicepresidència de la xarxa i tornar a fer les notícies, i va presagiar els problemes que tindria amb el seu amic Paley, cap de la CBS.
Murrow i Paley s'havien apropat quan el mateix cap de la xarxa es va unir a l'esforç de la guerra, establint punts de ràdio aliats a Itàlia i al nord d'Àfrica. Després de la guerra, sovint anava directament a Paley per resoldre els problemes. "Ed Murrow era l'únic amic genuí de Bill Paley a la CBS", va assenyalar el biògraf de Murrow Joseph Persico.
Murrow va tornar a sortir en antena el setembre de 1947, fent-se càrrec del programa de tarda que començava a les 19:45 hores i que es deia Notícies ET, un programa patrocinat per la sopa Campbell i presentat pel seu vell amic Bob Trout. Durant els anys següents, Murrow es va centrar en la ràdio i, a més de les notícies, va fer presentacions especials per a la CBS News Radio. El 1950 va narrar un documental radiofònic de mitja hora anomenat El cas del plat volador. Va oferir una mirada equilibrada als ovnis, un tema d'interès generalitzat en aquell moment. Murrow va entrevistar tant Kenneth Arnold com l'astrònom Donald Menzel.
De 1951 a 1955, Murrow va ser el convidat de This I Believe, que va oferir a la ciutadania l'oportunitat de parlar durant cinc minuts a la ràdio. Va continuar presentant notícies diàries de ràdio a la CBS Radio Network fins al 1959. També va gravar una sèrie d'"àlbums històrics" narrats per a Columbia Records anomenats I Can Hear It Now, que va inaugurar la seva associació amb el productor Fred W. Friendly. El 1950 els discos van evolucionar cap a un programa setmanal de ràdio CBS, Hear It Now, presentat per Murrow i coproduït per Murrow i Friendly.

### Televisió i pel·lícules
En l'inici de la dècada de 1950, Murrow va començar la seva carrera televisiva apareixent als editorials de la CBS Evening News i en la cobertura d'esdeveniments especials. Això va ser així tot i els seus propis recels sobre el nou mitjà i el seu èmfasi en les imatges més que en les idees.
El 18 de novembre de 1951, Hear It Now es va traslladar a la televisió i va ser rebatejat com a See It Now. Al primer episodi, Murrow va explicar: "Aquest és un equip vell, intentant aprendre un nou ofici".:354
El 1952, Murrow va narrar el documental polític Alliance for Peace, una manera d'informar per al recentment format SHAPE que detallava els efectes del Pla Marshall sobre una Europa devastada per la guerra. Va ser escrit per William Templeton i produït per Samuel Goldwyn Jr.
El 1953, Murrow va llançar un segon programa de televisió setmanal, una sèrie d'entrevistes a famosos titulada Person to Person.

#### Crítica al macartisme
See It Now es va centrar en una sèrie de qüestions controvertides a la dècada de 1950, però sobretot es recorda com l'espectacle que va criticar el maccartisme i l'ensurt vermell, contribuint, si no conduint, a la caiguda política del senador Joseph McCarthy. McCarthy havia elogiat anteriorment Murrow perquè els seus reportatges feien justícia.
El 15 de juny de 1953, Murrow va fer The Ford 50th Anniversary Show, emès simultàniament per NBC i CBS i vist per 60 milions d'espectadors. L'emissió es va tancar amb el comentari de Murrow sobre molts temes, inclòs el perill d'una guerra nuclear amb el teló de fons d'un núvol de bolets. Murrow també va fer crítiques indirectes al maccartisme, dient: "Les nacions han perdut la seva llibertat mentre es preparaven per defensar-la, i si en aquest país confonem la dissidència amb la deslleialtat, neguem el dret a equivocar-nos". Quaranta anys després de l'emissió, el crític de televisió Tom Shales va recordar l'emissió com "una fita a la televisió" i "una fita en la vida cultural dels anys 50".
El 9 de març de 1954, Murrow, Friendly i el seu equip de notícies van produir un especial de mitja hora See It Now titulat "Un reportatge sobre el senador Joseph McCarthy". Murrow s'havia plantejat fer una emissió d'aquest tipus des del debut de See It Now i diversos col·legues, inclòs Bill Downs, l'havien animat. Tanmateix, Friendly volia esperar el moment oportú per fer-ho. Murrow va utilitzar fragments dels discursos i proclames del propi McCarthy per criticar el senador i assenyalar episodis en què s'havia contradit. Murrow i Friendly van pagar el seu propi anunci al diari sobre el programa; no se'ls va permetre utilitzar els diners de la CBS per a la campanya de publicitat ni tan sols utilitzar el logotip de la CBS.
L'emissió va contribuir a provocar una reacció nacional contra McCarthy i es considera un punt d'inflexió en la història de la televisió. Va generar desenes de milers de cartes, telegrames i trucades telefòniques a la seu de la CBS, amb 15 a 1 a favor. En una retrospectiva produïda per al programa Biography, Friendly va explicar que els camioners, quan es creuaven amb Murrow els dies següents, li cridaven "Bon espectacle, Ed".
Murrow va oferir a McCarthy l'oportunitat de respondre a les crítiques amb una mitja hora completa a See It Now. McCarthy va acceptar la invitació i va aparèixer el 6 d'abril de 1954. En la seva resposta, McCarthy va rebutjar les crítiques de Murrow i el va acusar de ser un simpatitzant comunista [McCarthy també va acusar Murrow de ser membre dels Treballadors Industrials del Món, cosa que Murrow va negar. ]. McCarthy també va fer una crida al públic atacant els seus detractors.
En última instància, la refutació de McCarthy només va servir per acabar de fer caure la seva popularitat. Al programa posterior a l'aparició de McCarthy, Murrow va comentar que el senador "no havia fet cap referència a cap declaració de les que havien fet" i va refutar les acusacions de McCarthy contra ell mateix.

#### Carrera televisiva posterior
L'enfocament contundent de Murrow davant les notícies, però, li va suposar perdre influència en el món de la televisió. See It Now de tant en tant va obtenir qualificacions altes (normalment quan abordava un tema especialment controvertit), però, en general, no va obtenir una bona puntuació a la televisió en horari de màxima audiència.
Quan va començar un fenomen d'espectacles de preguntes i va agafar la televisió a mitjans dels anys cinquanta, Murrow es va adonar que els dies de See It Now com un programa setmanal estaven comptats.
See It Now va ser eliminat de la seva franja setmanal l'any 1955 després que el patrocinador Alcoa retirés la seva publicitat, però el programa es va mantenir com una sèrie de notícies especials de televisió ocasionals que definien la cobertura de notícies documentals de televisió. Malgrat el prestigi del programa, la CBS va tenir dificultats per trobar un patrocinador habitual, ja que es va emetre de manera intermitent en la seva nova franja horària, els diumenges a les 17 hores, i no va poder familiaritzar una audiència habitual.
El 1956, Murrow es va dedicar a locutar per a la pantalla un pròleg especial per a la producció èpica de Michael Todd, La volta al món en 80 dies. Tot i que el pròleg es va ometre generalment a les emissions de la pel·lícula, es va incloure en els llançaments dels vídeos.
A partir de 1958, Murrow va organitzar una tertúlia anomenada Small World que va reunir personalitats polítiques per a debats individuals. El gener de 1959, va aparèixer a The Press and the People de WGBH amb Louis Lyons, parlant de les responsabilitats del periodisme televisiu.
Murrow va aparèixer fent d'ell mateix en un cameo a la producció cinematogràfica britànica de Sink the Bismarck! el 1960, recreant algunes de les emissions de guerra que va fer des de Londres per a la CBS.
El 16 de setembre de 1962, va introduir la televisió educativa a la ciutat de Nova York amb l'emissió inaugural de WNDT, que es va convertiria en WNET.

#### Caiguda en desgràcia
Els reportatges de Murrow el van comportar conflictes repetits amb CBS, especialment amb el seu president William Paley, que Friendly va resumir al seu llibre Due to Circumstances Beyond our Control. See It Now va acabar completament l'estiu de 1958 després d'un enfrontament a l'oficina de Paley. Murrow s'havia queixat a Paley que no podia continuar fent el programa si la cadena proporcionava repetidament al mateix temps als subjectes que se sentien perjudicats pel programa.
Segons Friendly, Murrow li va preguntar a Paley si volia destruir See It Now, on el director executiu de CBS havia invertit tant. Paley va respondre que no volia un mal d'estómac constant cada vegada que Murrow cobria un tema controvertit.
L'última emissió de See It Now, "Watch on the Ruhr" (que cobreix l'Alemanya de la postguerra), es va emetre el 7 de juliol de 1958. Tres mesos més tard va fer un discurs davant l'associació de directors de ràdio i televisió de Chicabo on va criticar que s'apostava pel consumisme en detriment de l'interès públic.
El to dur del discurs de Chicago va danyar seriosament l'amistat de Murrow amb Paley, que va sentir que Murrow estava mossegant la mà que l'alimentava. Abans de morir, Friendly va dir que la direcció de la RTNDA va fer més que el programa de McCarthy per trencar la relació entre el cap de la CBS i el seu periodista més respectat.
Un altre element que va contribuir al declivi de la carrera de Murrow va ser l'augment d'un nou grup de periodistes de televisió. L'arribada de Walter Cronkite a la CBS el 1950 va marcar l'inici d'una gran rivalitat que va continuar fins que Murrow va renunciar a la cadena el 1961. Murrow guardava un rancor que es remunta al 1944, quan Cronkite va rebutjar la seva oferta per dirigir l'oficina de CBS a Moscou. Amb els Murrow Boys dominant la redacció, Cronkite es va sentir com un foraster poc després d'unir-se a la xarxa. Amb el pas del temps, a mesura que la carrera de Murrow declinava i la de Cronkite ascendia, els dos tenien cada vegada més dificultats per treballar junts. El comportament de Cronkite era similar al dels periodistes que Murrow havia contractat; la diferència era que Murrow veia els Murrow Boys com a satèl·lits més que com a rivals potencials, com semblava ser Cronkite.
Al llarg de la dècada de 1950, els dos es van enfrontar en acalorades discussions alimentades en part per la seva rivalitat professional. En un sopar organitzat per Bill Downs a la seva casa de Bethesda, Cronkite i Murrow van discutir sobre el paper dels patrocinadors, que Cronkite va acceptar com a necessaris. Murrow, que feia temps que menyspreava els patrocinadors tot i que també confiava en ells, va respondre enfadat. En un altre cas, una discussió es va convertir en un "duel" en què els dos borratxos van agafar un parell d'antigues pistoles de duel i van simular que es disparaven l'un a l'altre.:527 Malgrat això, Cronkite va tenir una llarga carrera com a presentador a CBS.
Després del final de See It Now, Murrow va ser convidat pel Partit Demòcrata de Nova York per presentar-se al Senat. Paley estava entusiasmat i el va animar a fer-ho. Harry Truman va aconsellar a Murrow que la seva elecció era entre ser el senador junior de Nova York o ser Edward R. Murrow, estimat periodista de radiodifusió. Va escoltar en Truman.
Després de contribuir al primer episodi de la sèrie documental CBS Reports, Murrow, cada cop amb més estrès físic a causa dels seus conflictes i frustració amb CBS, es va prendre un any sabàtic des de l'estiu de 1959 fins a mitjans de 1960, tot i que va continuar treballant a CBS Reports i Small World durant aquest període. Friendly, productor executiu de CBS Reports, volia que la cadena permetés que Murrow tornés a ser el seu coproductor després de l'any sabàtic, però finalment va ser rebutjat.
L'última fita televisiva important de Murrow va ser informar i narrar l'entrega de CBS Reports Harvest of Shame, un reportatge sobre la difícil situació dels treballadors agrícoles migrants als Estats Units. Dirigida per Friendly i produïda per David Lowe, es va publicar el novembre de 1960, just després de Dia d'acció de gràcies.

### Director de l'Agència d'Informació dels Estats Units (USIA)
Murrow va renunciar a la CBS per acceptar un càrrec com a cap de l'Agència d'Informació dels Estats Units, pare de la Voice of America, el gener de 1961. El president John F. Kennedy va oferir a Murrow el càrrec, que va veure com "un regal oportú".
El seu nomenament com a cap de l'Agència d'Informació dels Estats Units va ser vist com un vot de confiança a l'agència, que va proporcionar les opinions oficials del govern al públic d'altres nacions. L'USIA havia estat sota foc durant l'era McCarthy, i Murrow va tornar a nomenar almenys un dels objectius de McCarthy, Reed Harris. Murrow va insistir en un alt nivell d'accés presidencial i li va dir a Kennedy: "Si em voleu als aterratges, serà millor que hi sigui per als enlairaments". Tanmateix, els primers efectes del càncer van impedir que tingués un paper actiu en la planificació de la invasió de la badia de Cochinos. Va assessorar el president durant la crisi dels míssils cubans, però estava malalt quan el president va ser assassinat. Murrow va ser atret al Vietnam perquè la USIA era l'encarregada de convèncer els periodistes de Saigon que el govern de Ngo Dinh Diem encarnava les esperances i els somnis del poble vietnamita. Murrow sabia que el govern de Diem no feia tal cosa. El president Lyndon B. Johnson li va demanar que continués, Murrow ho va fer, però va dimitir a principis de 1964, dient que tenia una malaltia. Abans de la seva marxa, la seva última recomanació va ser que Barry Zorthian fos portaveu en cap del govern dels EUA a Saigon, Vietnam.
La celebritat de Murrow va donar a l'agència un perfil més alt, cosa que podria haver ajudat a guanyar més fons del Congrés. Que tingués un càrrec governamental —Murrow era membre del Consell de Seguretat Nacional, un càrrec per a tota la vida— va provocar un incident vergonyós poc després d'haver assumit la feina; va demanar a la BBC que no mostrés el seu documental "Harvest of Shame", per no danyar la visió europea dels EUA; tanmateix, la BBC s'hi va negar perquè havia comprat el programa de bona fe. Els diaris britànics es van delectar amb la ironia de la situació.

## Mort
Fumador al llarg de la seva vida, Murrow gairebé mai no estava sense el seu cigarret Camel. Es va dir que fumava entre seixanta i seixanta-cinc cigarrets al dia, l'equivalent a aproximadament tres paquets. See It Now va ser el primer programa de televisió que va tenir un reportatge sobre la connexió entre el tabaquisme i el càncer. Durant l'espectacle, Murrow va dir: "Dubto que pugui passar mitja hora sense un cigarret amb facilitat". Va desenvolupar càncer de pulmó i va viure dos anys després d'una operació per extirpar el pulmó esquerre.
Murrow va morir a la seva casa de Pawling, Nova York, el 27 d'abril de 1965, dos dies després del seu 57è aniversari. El seu col·lega i amic Eric Sevareid va dir d'ell: "Era una estrella fugaç; i viurem en la seva resplendor durant molt de temps". La CBS va fer un programa commemoratiu, que incloïa una rara aparició davant la càmera de William S. Paley, fundador de CBS.